# 南の島のリゾート式恋愛セラピー
『南の島のリゾート式恋愛セラピー』（原題: Couples Retreat）は、2009年にで製作された恋愛コメディ映画。ピーター・ビリングスリーの監督デビュー作。脚本はジョン・ファヴロー、ヴィンス・ヴォーン、デイナ・フォックスが務め、ファヴローとヴォーンは出演もしている。
日本では劇場公開されずビデオスルーされた。またスター・チャンネルでは『カップルズ・リトリート』というタイトルで放送され、iTunesやNetflix等では『夫婦の楽園?! エデンへようこそ』というタイトルで配信された。

## ストーリー
デイブとその友人ジェーソン、シェーン、ジョーイ。彼らはそれぞれにパートナーとの問題を抱えていた。そんなある日、夫婦関係の改善を願うジェーソンの誘いで、4組の夫婦は南の島のリゾート「エデン」に行くこととなる。そこで久しぶりの旅行を楽しもうと張り切る彼らだったが、そこでは夫婦セラピーを必ず受けなければならないという決まりがあり、それにより彼らはそれぞれが抱えるパートナーとの問題と向き合うことになるのだった。

## キャスト
| 役名         | 俳優                         | 日本語吹替     | 日本語吹替 |
| 役名         | 俳優                         | ソフト版       | VOD版      |
| ------------ | ---------------------------- | -------------- | ---------- |
| デイブ       | ヴィンス・ヴォーン           | 菊池康弘       | 咲野俊介   |
| ジェーソン   | ジェイソン・ベイトマン       |                | 村治学     |
| シェーン     | フェイゾン・ラヴ             | 岩下読男       | 乃村健次   |
| ジョーイ     | ジョン・ファヴロー           |                | 高木渉     |
| ロニー       | マリン・アッカーマン         | まーみ         |            |
| シンシア     | クリスティン・ベル           | 渡辺ゆかり     | 冠野智美   |
| ルーシー     | クリスティン・デイヴィス     |                | 松谷彼哉   |
| トルーディ   | カリ・ホーク                 |                |            |
| ジェニファー | タシャ・スミス               |                |            |
| サルバドール | カルロス・ポンセ             | 畠山豪介       |            |
| スタンリー   | ピーター・セラフィノウィッツ |                |            |
| マルセル     | ジャン・レノ                 | 龍波しゅういち | 銀河万丈   |
| ブリッグス   | テムエラ・モリソン           |                |            |
| レイシー     | ジョナ・ウォルシュ           |                |            |
| ロバート     | ガトリン・グリフィス         |                |            |
| ケビン       | コリン・バイオッキ           |                | 小堀幸     |
| おじいちゃん | ヴァーノン・ヴォーン         |                |            |
| セラピスト   | ジョン・マイケル・ヒギンズ   |                |            |
| セラピスト   | ケン・チョン                 | 佐々木祐介     |            |
| セラピスト   | シャーロット・コーンウェル   |                |            |
| セラピスト   | エイミー・ヒル               |                |            |